# Minstrel
Minstrel (av franskans ménétrier, ménestrel), är en engelsk benämning på trubadurer.
Minstrel var under senaste skedet av medeltiden i England benämning på de kringvandrande spelmän och sångare, vilka vid denna tid trätt i stället för de av ålder aktade barderna och mestadels sjunkit till taskspelare, kvacksalvare och gatumusikanter.
Hur lågt deras anseende slutligen stod, framgår av drottning Elisabets förordning (1597), att kringdragande minstrels skulle straffas lika med landstrykare. Ordet betyder numera i allmänhet musikant eller birfilare.
Biskop Percy gav i företalet till Reliques of ancient english poetry (1765) fart åt den föreställningen, att en tidigare periods ädlare sångare burit namnet minstrels. Detta historiska misstag gick sedan igen hos romantikerna (Walter Scotts Lay of the last minstrel, Thomas Moores Minstrel boy med flera).